# Ribița
Ribița è un comune della Romania di 1 504 abitanti, ubicato nel distretto di Hunedoara, nella regione storica della Transilvania.
Il comune è formato dall'unione di 6 villaggi: Crișan, Dumbrava de Jos, Dumbrava de Sus, Ribicioara, Ribița, Uibărești.